# Kamenná (Jihlava)
Kamenná é uma comuna checa localizada na região de Vysočina, distrito de Jihlava.